# 三式指揮連絡機
国際 キ76 三式指揮連絡機
三式指揮連絡機
- 用途：指揮連絡機（連絡機）
- 製造者：日本国際航空工業
- 運用者： 大日本帝国（日本陸軍）
- 初飛行：1941年
- 生産数：不明
- 運用開始：1943年
- 退役：1945年
- 運用状況：退役

三式指揮連絡機（さんしきしきれんらくき、三式連絡機）は、第二次世界大戦時の大日本帝国陸軍の指揮連絡機（連絡機）。キ番号（試作名称）はキ76。略称・呼称は三連、ナナロクなど。連合軍のコードネームはStella（ステラ）。開発・製造は日本国際航空工業。

## 開発
地上軍隊の空中指揮、前後方の連絡、砲兵部隊の弾着観測、人員物資の緊急輸送、偵察を目的とする、滑走路の整備されていない前線不整地でも運用可能な短距離離着陸（いわゆるSTOL）性能を備えた多用途機として開発・採用された。
1940年（昭和15年）8月、国産化を予定して輸入するドイツ空軍のFi156 シュトルヒとの競争試作として開発開始。1941年（昭和16年）5月に完成した試作機は、翌6月に到着したFi156との比較審査の結果、これを上回る性能を示し制式採用が決定した。そのため本機はFi156の単純なコピーやライセンス生産機ではない。

## 設計
高翼配置の主翼と支柱の構成、車輪間隔が広く長い支柱を持つ主脚など、Fi156に良く似た外観を持つが、全長全幅共に本機の方が僅かに大きい。また、空冷星形9気筒エンジンを搭載したので太い円錐形の胴体となり、液冷倒立V型エンジンに合わせて細く角ばったFi156の胴体とは大きく異なる。太い胴体は操縦席からの視界の面で不利になるが、胴体側面まで回り込む大きな曲面窓の採用など工夫を凝らした結果、「見えすぎる」とまで言われた良好な視界を確保している。
本機開発に際し適当なエンジンが無かったことから、日立ハ42(310Hp)をディチューンし280Hpとして使用している。後上方には自衛用のテ4 7.7mm旋回機関銃1挺を設けることが出来た。
主翼はFi156同様、前縁全幅に渡る固定スラットを持ち、地上部隊による運搬も考慮して陸軍機唯一の後方折りたたみ式になっていた。本機独自の特徴はフラップにあり、Fi156のスロッテッド式に対し、ファウラー式を採用した。その効果は大きく、失速速度は40km/hに抑えられ離着陸滑走距離の短縮に貢献したが、機体前後の釣り合いが変化するので、フラップ操作に連動して水平尾翼の取り付け角も変化するようになっていた。またフラップ操作には電動チェーンを用いたが、地上に届くほど大きな駆動音を発した。固定スラット始め連動水平尾翼など、世界でも稀な特徴を持った異色機であった。
離着陸滑走距離は、離陸58m、着陸62mとなり、Fi156の離陸62m、着陸68mよりも短い（いずれも比較審査時）。風速5m程度の向かい風があれば30m前後での離着陸も可能だった。このSTOL性を生かした特異なエピソードは数多く、当時10代後半の航空機整備士たる陸軍軍属として陸軍航空審査部飛行実験部偵察隊（現・米軍横田基地）に勤務し本機の試験・整備を担当、また長時間の同乗も行っていたわちさんぺい（山梨航空技術学校卒、戦後は児童漫画家。18歳頃の同機の燃費試験から、爆雷投下テスト、あきつ丸への着艦試験まで見届けた、と語っている。）は自身の回顧録にて以下の証言を行っている。
- 試験の途中で比較試験としてFi156が運ばれてきた。斬新で無駄のない機体に唸らされたが、ベテランの操縦者が操ったキ76には離着陸の性能面で及ばなかった。
- 2機で五泊に渡る日本一周運航試験を行った。
- 一〇〇式司令部偵察機「新司偵」四型（キ46-IV）開発テストのため、名古屋郊外在住の三菱重工業の担当技師宅の「近隣の草原」を滑走路に使用、技師を文字通り”直接”空路により各務原陸軍飛行場に送迎した[1]。
- 技師を送った帰り、授業中の女学校校庭へ「軽い気持ちでちょっと降りてみた」（鈴木金三郎陸軍准尉操縦）[2]。
- 鹿島灘の砂浜に着陸し、戦死した陸士同期の友人の両親であろう地元在住の老夫婦を搭乗させ遊覧飛行（飛行実験部偵察隊長片倉恕陸軍少佐操縦）[3]。
- 巡航試験のルートを大きく外れ三保の松原の砂浜に着陸、地元の農家から購入した夏蜜柑を満載し「買出し」を行う（会田智陸軍少尉操縦）[4]。
- 前述の日本一周運行試験の途上、兵庫県の加古川陸軍飛行場から宮崎県の新田原陸軍飛行場へ移動の際、豊後水道を越えたのち宮崎上空で春霞による視界不良のため、一機（隊長機）が眼下の牧場に着陸、農夫に新田原の方角を尋ね、牧場から離陸して新田原飛行場に向かった。その間わちさんぺいの乗る機は上空待機していた[5]。

## 運用

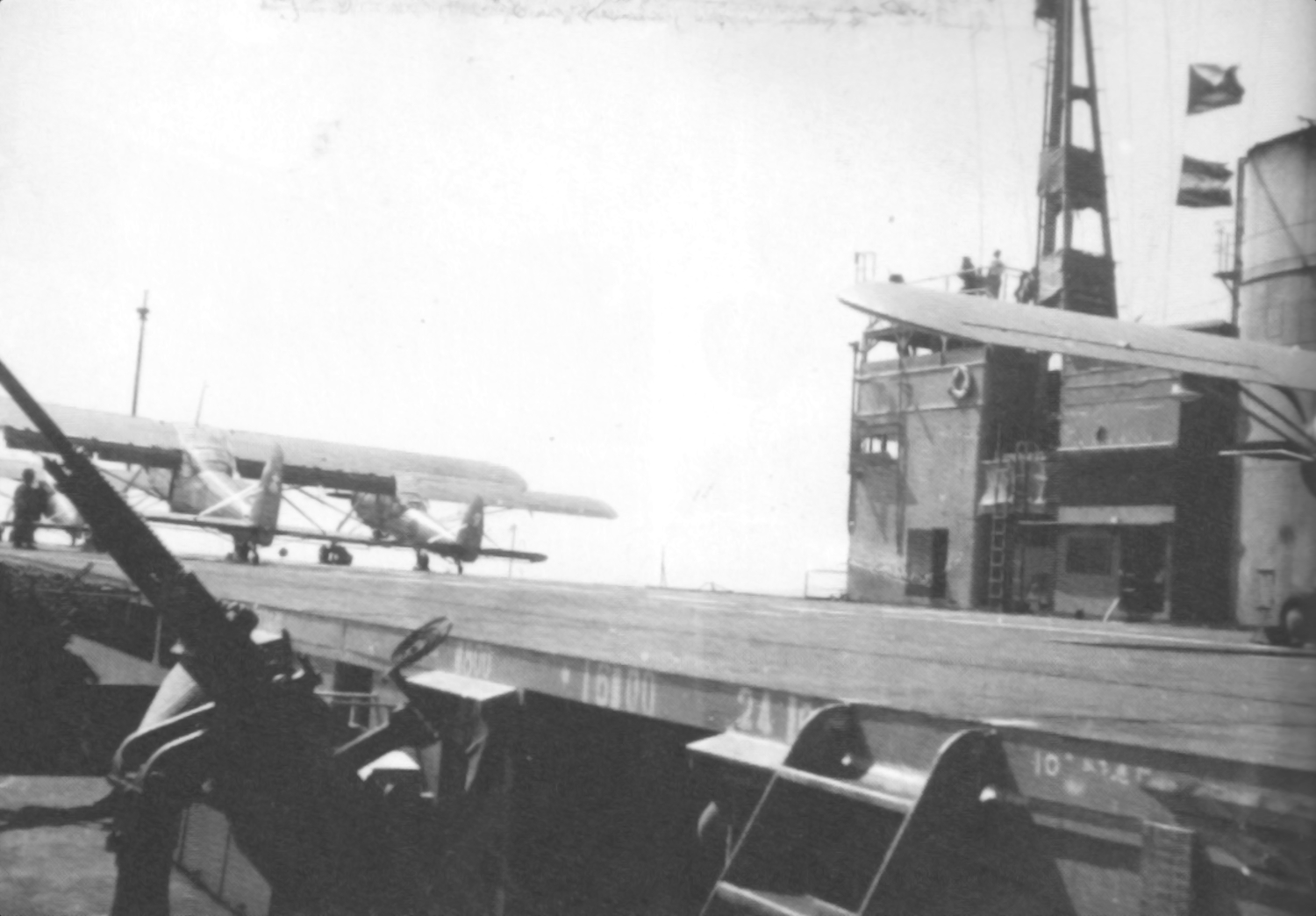
「あきつ丸」船上の三式指揮連絡機（キ76）

各種試験や改修を経て制式化されたのは1943年（昭和18年）12月であり、既に各戦線で制空権を喪失しつつある状況下では、最高速度が200km/hに満たない本機を前線で運用するのは、ほぼ不可能となっていた。そこでその離着陸性能と低速性能を買われ、基幹操縦者（空中勤務者）がグライダー操縦経験のある特別操縦見習士官第1期出身者にて構成される独立飛行第1中隊が編成され、帝国陸軍の上陸用舟艇（大発）母船たる揚陸艦（陸軍特殊船）を改造した一種の船団護衛用護衛空母である「あきつ丸」（搭載機数8機、内2機は補用機）の艦載機となり、日本近海で対潜哨戒任務に就くことになった。
陸軍航空審査部飛行実験部偵察隊（隊長片倉恕陸軍少佐）による運用試験および「あきつ丸」改装を経た後、独立飛行第1中隊（中隊長寺尾靖陸軍大尉）による、胴体下面に爆雷を搭載し着艦フックを装備した本機による対潜哨戒任務は1944年（昭和19年）8月から11月まで日本海（対馬海峡・朝鮮海峡）において行われていたが、当時の日本海にアメリカ海軍潜水艦は侵入していなかったため対潜戦は起らなかった。
なお同年11月、「あきつ丸」はフィリピン防衛戦勃発による第23師団緊急輸送任務のため哨戒任務を解除。「神州丸」ほか多数の特殊船とともにヒ81船団を編成し出航しているが、この際の「あきつ丸」は本機および独立飛行第1中隊を陸揚げし、兵員や物資を満載した完全な輸送船として使用されている。これは船団護衛に専用の対潜飛行部隊（第九三一海軍航空隊）を搭載した海軍の特設空母「神鷹」および、駆逐艦1隻・海防艦5隻が対潜戦を担っていたためであった（しかしながら潜水艦攻撃により「あきつ丸」「摩耶山丸」「神鷹」を喪失）。
陸揚げされた独立飛行第1中隊は福岡県の福岡第一飛行場を基地として、引き続き東シナ海方面や関釜航路沿いの哨戒任務を続けた。そして1945年（昭和20年）の夏に朝鮮半島に移動しそこで終戦を迎えた。
その他、配備状況、総製作機数などの詳細は不明だが、陸軍航空審査部では上述の通り積極的に輸送・連絡に使用され、また沖縄でアメリカ軍に鹵獲された機体もあり、本来の連絡機として国内各地で使用されたものと思われる。

## 諸元

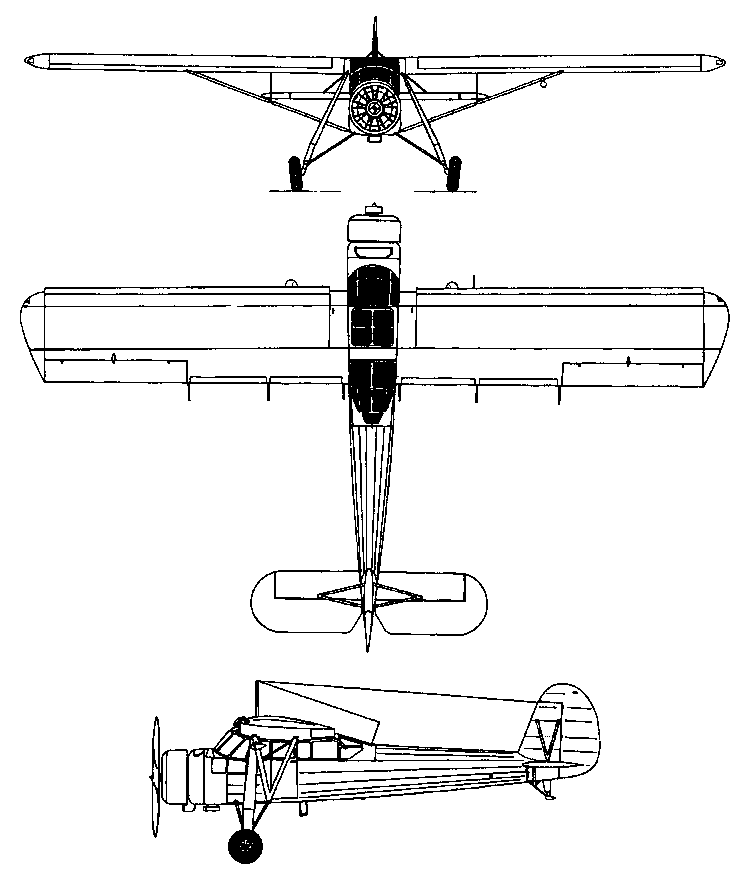
三面図

| 制式名称     | 三式指揮連絡機                                 |
| 試作名称     | キ76                                           |
| 全幅         | 15.00m                                         |
| 全長         | 9.56m                                          |
| 全高         | 3.30m                                          |
| 翼面積       | 29.40m2                                        |
| 自重         | 1,110kg                                        |
| 全備重量     | 1,540kg                                        |
| 発動機       | 日立航空機 ハ42乙 空冷星型9気筒（離昇280hp）   |
| プロペラ直径 | 2.50m（固定ピッチ2翅）                         |
| 最高速度     | 178km/h（高度3,527m）                          |
| 上昇力       | 4,000m/22分44秒                                |
| 実用上昇限度 | 5,630m                                         |
| 航続距離     | 750km                                          |
| 離陸距離     | 49 - 68m（向かい風4m）                         |
| 着陸距離     | 45 - 61m（向かい風4m）                         |
| 乗員         | 3名                                            |
| 武装         | 7.7mm旋回機関銃1門、 爆雷100kg2個、又は50kg2個 |

## 登場作品

### ライトノベル
- 有馬桓次郎『ステラエアサービス 曙光行路』KADOKAWA〈電撃の新文芸〉、2020年10月17日。ISBN 978-4-04-913327-1。
戦後にレストアされた機体が主人公夏海の愛機として登場する。

### ゲーム
- 『艦隊これくしょん -艦これ-』
艦娘の装備する対潜哨戒機として、三式指揮連絡機(対潜)という名称で登場する。
また、架空の改良型として、磁気探知機(MAD)や兵装を搭載・改良した三式指揮連絡機改、三式指揮連絡機改二が登場する。